# Dianthus lumnitzeri
Espèce
Classification phylogénétique
Synonymes
- Dianthus praecox subsp. lumnitzeri (Wiesb.) Kmet'ová [1]

Dianthus lumnitzeri est une espèce de plante de la famille des Caryophyllaceae et du genre Dianthus.

## Description
Dianthus lumnitzeri est une plante herbacée vivace qui atteint des hauteurs de 20 à 30 centimètres. La tige est carrée et bleu-vert.
Les feuilles de la base et de la tige sont disposées l'une en face de l'autre. Le limbe simple est linéaire avec une largeur de 1 à 3 mm. Le rétrécissement du limbe commence au-dessus du centre.
Dianthus lumnitzeri est une chamaephyte ou hémicryptophyte. La période de floraison s'étend de mai à juin. Les tiges n'ont généralement qu'une seule fleur. Les fleurs hermaphrodites sont à symétrie radiale et quintuple. Les sépales externes sont émoussés et brièvement pointus. Les cinq pétales sont blanches, rarement rose pâle. Les pétales mesurent de 12 à 18 mm de long et sont entaillées au milieu.
Dianthus lumnitzeri est hexaploïde ou tétraploïde avec un nombre de chromosomes de 2n = 90 ou 60.

## Répartition
Dianthus lumnitzeri a une présence rare dans l'Europe centrale. Elle n'est connue que dans relativement peu d'endroits dans la province florale de Pannonie. Elle a pour localité type le Hundsheimer Berg en Basse-Autriche. Il y a plusieurs endroits dans les Petites Carpates en Slovaquie. Il existe d'autres gisements dans les monts du Pilis et Vértes au nord-ouest de Budapest. Les populations des Pavlovské vrchy en Moravie-du-Sud sont également attribuées à Dianthus lumnitzeri, tandis que les populations au nord-est sont attribuées à Dianthus praecox (sv).
Elle pousse dans les steppes rocheuses et gazonnées sur des terres calcaires. Elle est limitée au niveau d'altitude de la colline. Il y a des dépôts mineurs dans les prairies sèches pionnières carbonatées. Les espèces compagnes importantes sont les graminées en touffes telles que Carex humilis et les arbustes tels que Genista pilosa.

## Systématique
La première description de Dianthus lumnitzeri est de Johann Baptist Wiesbaur. L'épithète spécifique lumnitzeri rend hommage au botaniste autrichien Stephan Lumnitzer (1750-1806).

## Écologie
Dianthus lumnitzeri a pour parasite Coleophora riffelensis.